# Jacopo Napoli
Jacopo Napoli (Nàpols, 26 d'agost de 1911 - Ascea, 1994)va ser un compositor italià del segle xx. Nascut a Nàpols, va estudiar en privat. Va ser docent de composició al conservatori de música de Càller i el director del conservatori de Nàpols. Les seves composicions inclouen música de cambra, cançons, les òperes Miseria e nobiltà, Il malato immaginario i Un curioso accidente, així com les obres per a orquestra Preludio di caccia i La festa di Anacapri.